# 牛扁
牛扁（学名：Aconitum barbatum var. puberulum）为毛茛科乌头属下的一个变种。

## 扩展阅读
[在维基数据编辑]
 《欽定古今圖書集成·博物彙編·草木典·牛扁部》，出自陈梦雷《古今圖書集成》
 《植物名實圖考·牛扁》，出自吳其濬《植物名實圖考》
- 維基物種上的相關：牛扁